# Mayumi Asano
Mayumi Asano (jap. 浅野 まゆみ Asano Mayumi; ur. 13 listopada 1969 w Tokio) – japońska seiyū i aktorka dubbingowa, współpracowała m.in. z firmą Production Baobab.

## Filmografia
Ważniejsze role są pogrubione

### Seriale anime
- 6 Angels (Marilyn Moroh)
- Angel Project (special, Arakune)
- Angel Sanctuary (OAV, Arachne)
- Angelic Layer (Tomoko Yamada w odc. 5)
- Animal Conference on the Environment (Tanya the Bear)
- Armored Core: Last Raven (Zinaida)
- Bakkyuu HIT! Crash Bedaman (Kaito Namihira)
- Berserk (Adonis (odc. 10), dama dworu A (odc. 8, 10), służąca A (odc. 17))
- Bleach (Horiuchi Hironari)
- Blood+ (Anna Marie)
- Blue Drop: Tenshi-tachi no Gikyoku (Sagara w odc. 6)
- Boogiepop Phantom (Boogiepop Phantom, Minako Yurihara)
- C: The Money and Soul of Possibility (Jennifer Satō)
- Ceres, The Celestial Legend (Suzumi Aogiri)
- Cosmic Baton Girl Comet-san (Keisuke Mishima)
- Cyborg 009 The Cyborg Soldier (Tadashi w odc. 36)
- Dragonaut -The Resonance- (Yuuri Kitajima)
- Eureka Seven (Hilda, młody Holland)
- F-Zero GP Legend (Lisa Brilliant)
- Fantastic Children (matka Conrada (odc. 1), Reda (odc. 17, 21))
- Flame of Recca (młody Tokiya Mikagami)
- Fortune Dogs (Jacky)
- Forza! Mario (Hidemaru)
- Full Metal Panic! (Seina)
- Full Metal Panic? Fumoffu (Hiromi Ishida, Mari Akutsu)
- Getsumen To Heiki Mina (Mina Kisaragi)
- Ghost Stories (Keita w odc. 3)
- Gintama (Ikumatsu)
- Gundam Evolve (OAV, Defrah Kar)
- Jigoku Shōjo Futakomori (Eiko Kamishiro)
- Hi no Tori (Sakonnosuke)
- Hikaru no go (Kawahagi 1st Board, Moriyama, Okumura)
- Junjō Romantica (Risako Takatsuki)
- Junjō Romantica 2 (Risako Takatsuki)
- Kaikan Phrase (matka Atsuro)
- Keroro Gunsō
- seria Kiddy Grade (Lightning)
- Last Exile (Claus Valca)
- seria Mermaid Melody Pichi Pichi Pitch (Rina Toin)
- Lupin III: Angel Tactics (Lady Jo)
- Minami no Shima no Chiisana Hikouki Birdy (Nancy)
- Mobile Suit Zeta Gundam: A New Translation (Lila Milla Rira)
- Moribito – Guardian of the Spirit (Touya)
- Mo~tto! Ojamajo Doremi (Majo Reed)
- Naruto (Haku)
- Otogi Zoshi (Kuzume, pielęgniarka)
- Our Home's Fox Deity (Mogu Kazu)
- Pecola (Rob Pecola)
- Rocket Girls (Hideto Miura, Keiko Momoi)
- Saiyuki Reload (Anyou)
- Seraphim Call (Emi)
- Shrine of the Morning Mist (Mizuho Hamaji)
- Strait Jacket (OAV, Filisis Moog)
- Stratos 4 (Alice Mikuriya, matka Mikaze)
- A Little Snow Fairy Sugar (Cheryl)
- tactics (Ibaragi)
- Vampire Knight (drobne role)
- Vampire Knight Guilty (drobne role)
- seria Vandread (Gascogne Rheingau)
- Viewtiful Joe (Sprocket)
- Wild Arms - Twilight Venom (Cheyenne Rainstorm)
- Wings of Rean (ONA, Murassa)
- Wolf’s Rain (Blue)
- Yami no matsuei: Ostatni synowie ciemności (Hisoka Kurosaki)
- Yes! Pretty Cure 5 (Kazuyo Natsuki)
- Yondemasuyo, Azazel-san (Fukuda)
- Z-Mind (Renge)
- Zoids: New Century Zero (Fūma)